# René Char
René Char (L'Isle-sur-Sorgue, Vaucluse, 14 de junho de 1907 - Paris, 19 de fevereiro de 1988) foi um poeta francês. Inicialmente ligado ao grupo surrealista de Paris, publicou livros em co-autoria com alguns destes, como Ralentir Travaux  (1930), com André Breton e Paul Éluard. Le marteau sans maître (1934) é sua primeira obra individual, tendo já afastado-se do grupo na data da publicação, mantendo relações ainda com Éluard .

## Biografia

### 1907-1929
René Émile Char é o mais novo dos quatro filhos do segundo casamento de Émile Char, negociante nascido em 1863 na Isle-sur-la-Sorgue, e de Marie-Thérère, irmã de sua primeira espoda, Julia Rouget, morta em 1886 de tuberculose, um ano após o casamento. No nascimento de René Char, suas irmãs, Julia e Émilienne, tinham dezoito e sete anos, seu irmão Albert, catorze.
Seu pai, Joseph Émile Magne Char, é o presidente da câmara de Isle-sur-la-Sorgue a partir de 1905 e torna-se administrador delegado dos estucadores de Vaucluse. René Char passa sua infância em «Névons», a vasta casa de família cuja construção no meio de um parque, e onde moravam também os seus avós, tinha sido terminada no período de seu nascimento.
Em 1913, René Char inicia seus estudos. Mordido por um cão raivoso, em 1917, ele é um dos primeiros à receber, no hospital de Marseille, a vacina desenvolvida por Pasteur. Após a morte de seu pai em 15 de Janeiro de 1918, de um cancro no pulmão, as condições materiais de existência da família tornam-se precárias. Em 1921, René Char liga-se à Louis Curel, cantoneiro, admirador da Commune de Paris e membro do Partido Comunista, que ele retratará sob o nome de Auguste Abondance em Le Soleil des eaux, seu filho Francis, podador, Jea-Pancrace Nougier, comerciante de armas, que ele evocará em Le Poème pulvérisé e que será também um dos personagens de Soleil des eaux, assim como os pescadores de Sorge e errantes que ele nomeará mais tarde de «os transparentes».
Decide deixar o liceu Mistral d’Avignon (no qual era interno desde 1918) em 1923, após um embate com um de seus professores que ridiculariza de seus primeiros versos. Em 1924, ele faz uma viagem à Tunísia, onde seu pai havia criado uma pequena usina de fabricação de gesso e, em seguida, em 1925, acompanha sem interesse o curso da Escola de Comércio de Marseille. Nessa época, lê Plutarco, François Villon, Rancine, os românticos alemães, Alfred de Vigny, Gérard de Nerval e Charles Baudelaire, mas também, Rimbaud, Mallarmé e Lautréamont e, possivelmente, os poemas de Éluard. Após ter trabalhado em Cavaillon num comércio de frutas e verduras, ele cumpre o serviço militar, em 1927, na artilharia de Nîmes. E escreve, então, a primeira crítica de um romance de André de Richaud, para a revista parisiense Le Rouge et le Noir, na qual ele colabora até 1929. Em 1928, seu primeiro volume Les Cloches sur le coeur é publicado pela revista, reunindo poemas escritos entre 1922 e 1926, os quais ele destruirá a maior parte dos 153 exemplares. No mesmo ano, ele publica um texto sobre a vila de Uzès. Ainda em 1928, La Cigale uzégeoise e, em 1929, um antigo poema na «Le Feu», de Aix-en-Provence.

### Movimento Surrealista (1929-1939)

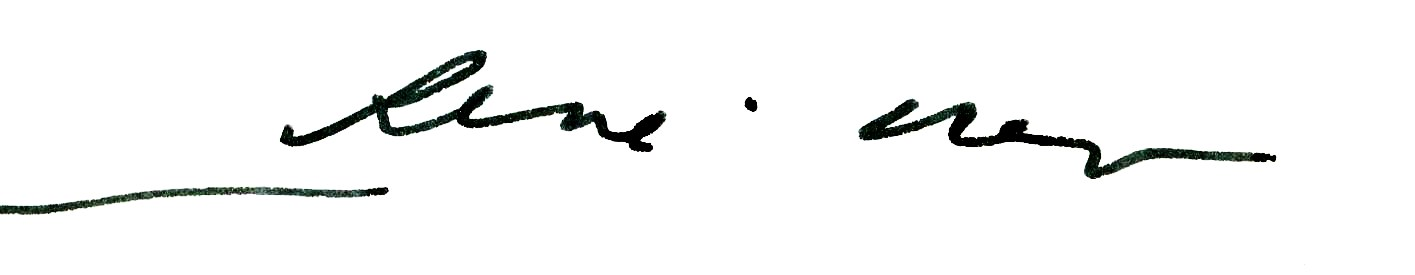
René Char

No começo de 1929, René Char funda a revista  Méridiens em Isle-sur-la-Sorgue, juntamente com André Cayatte (que reencontra após o serviço militar) e com a ajuda financeira do diretor da editora de Cavaillon, onde ele tinha trabalhado. A revista teve três números, de Maio a Dezembro. No segundo volume, ele publica uma carta inédita do presidente da câmara de Charenton sobre a morte de Sade, encontrada na biblioteca das irmãs Roze (onde ele descobre também treze cartas inéditas de Sade), e uma novela autobiográfica Acquis par la conscience. Em Setembro, ele envia à Paul Éluard um dos vinte e seis exemplares de seu segundo livro Arsenal, publicado em Agosto em Nîmes. Paul Éluard o visita e passa três semanas do outono em Isle-sur-la-Sorgue. No fim de Novembro, René Char chega em Paris e encontra Louis Aragon, André Breton, René Crevel e seus amigos, junta-se ao grupo surrealista no momento em que Desnos, Jacques Prévert e Queneau deixam o grupo. Publica em Dezembro Profession de foi du sujet , no segundo número de «La Révolution surréaliste». Durante quatro anos ele irá colaborar nas actividades do movimento, no qual ele será tesoureiro em 1931 e 1932.
Ele vive com Paul Éluard e, em maio de 1930, conhecem «Nush» (Maria Benz), actriz sem trabalho e sem casa, que  irá morar com eles e casará com Paul Éluard em 1934. Enquanto lê os filósofos pré-socráticos  e os grandes alquimistas, Char publica uma segunda edição de Arsenal, em seguida, em Abril de 1930, publica em Nîmes Le Tombeau des des secrets, doze fotografias nas quais uma colagem de Breton e Éluard, legendada por poemas. Simultaneamente, é publicado Ralentir travaux, poemas escritos por Char, Breton e Éluard entre 25 e 30 de Março. Em Fevereiro de 1930, Char foi ferido por uma facada na virilha durante uma intervenção dos surrealistas no bar «Maldoror». Em julho de 1930, Aragon, Breton, Char e Éluard fundam a revista  Le Surréalisme au service de la révolution. Os poemas de René Char Artine são publicados nas «Éditions surréalistes», com uma gravura de Salvador Dalí.  Em Julho de 1931, publica  L’action de la justice est éteinte. Char assina o panfleto surrealista concernente ao filme «L’âge d’or» (realizado por Dalí e Buñuel e atacado pelas linhas de direita), contra o colonialismo e à situação política em Espanha. Em 1932, durante o verão, ele viaja para Espanha com Francis Curel e encontra Georgette Goldstein com quem casará em outubro de 1932. Em 1933, Char assina um panfleto antifascista em Berlin. Em 1934, acompanha a edição de 500 exemplares de «Le Marteau sans Maître» (recusada pela Gallimard), ilustrada por uma gravura de Kandinsky.
Em Dezembro de 1934, Char  separa-se do grupo surrealista: «o surrealismo morreu do sectarismo imbecil de seus adeptos», escreve em uma carta à Antonin Artaud. No ano seguinte, ele habita principalmente em Isle, mas vai encontrar em fevereiro com Éluard e Crevel no sanatório de Davos, na Suiça. Em Abril, ele acolhe Tzara e sua esposa Greta Knutson e, em Setembro, reencontra Éluard em Nice. Numa carta aberta à Péret, ele escreve « J'ai repris ma liberté voici treize mois, sans éprouver en revanche le besoin de cracher sur ce qui durant cinq ans avait été pour moi tout au monde». Renunciando seu apartamento em Paris, em março de 1936 ele se instala com sua esposa Georgette em Isle e é nomeado administrador delegado dos estucadores de Vaucluse, função que ele renunciará em Maio de 1937, após contrair septicemia. Durante o período de convalêcencia, lê as obras de D'Alembert, D'Holbach, Helvétius na biblioteca das irmãs Roze. Éluard e Man Ray vão à Isle para a preparação de Dépendance de l’adieu, com desenho de Picasso e publicado em maio por Guy Lévis Mano, com tiragem de 70 exemplares. Em Dezembro, é editado 120 exemplares de Moulin premier, com ajuda de Éluard. Em 1937, volta a morar em Paris e em Setembro publica Placard pour un chemin des écoliers, dedicado às crianças vitmas da guerra em Espanha. De 1938 a 1944, Char mantém relações amorosas com Greta Knutson, pintora sueca, com quem  conhecerá Hölderlin e Heidegger. 
Em 1938, Char é detido em Paris e, em seguida, em 1939, em Nîmes como soldado.

### Ocupação (1939-1945)
Durante a Ocupação da França pela Alemanha nazista, René Char participa da Resistência armada, sob o nome de «Capitão Alexandre». Ele comanda o serviço de pára-quedismo na zona de Durance, seu QG é instalado em Céreste.  Escreve Feuillets d’Hypnos, incluído no volume de Fureur et mystère, de acordo com Paul Veyne, René Char en ses poèmes, as obras dessa época "são calculadas para restituir a imagem de uma certa actividade, de uma certa concepção daResistência e, antes, de um certo individuo com sua multiplicidade interna, suas alternâncias e também sua diferença, que está disposto a nunca esquecer [...] a aparência fragmentária da obra mostra a alergia de René a toda retórica, à suas transições, introduções e explicações que são o tecido intercalado de todo o corpo da história normalmente constituída; não subsistem separadas, mais que partes vivas, o que dá aos Feuillets d’Hypnos um falso ar de colecção de aforismos ou de um diário intimo, enquanto a composição de conjunto e mesmo as anotações são muito calculadas [...] o conjunto habita uma das imagens menos concordante e das mais aprofundadas do que foi a resistência europeia ao nazismo». Os escritos Billets à Francis Curel, de 1941 a 1948 e Recherche de la base et du sommet são complementos que tratam da experiência de Char durante a Resistência,  sua denúncia do nazismo e da colaboração francesa e suas interrogações dolorosas sobre as acções realizadas nesse período.

## Principais obras
- Arsenal (1929).
- Ralentir Travaux (1930 - em co-autoria com André Breton and Paul Éluard).
- Le marteau sans maître (1934).
- Seuls demeurent (1943).
- Le Poème pulvérisé (1945).
- Feuillets d'Hypnos (1946).
- Fureur et mystère (1948).
- Les Matinaux (1950).
- Recherche de la base et du sommet (1955).
- La Parole en archipel (1962).
- Le Nu perdu (1971).
- Aromates chasseurs (1976).
- Chants de la Balandrane (1977).
- Éloge d'une soupçonnée (1988).

## Publicações em português
No Brasil:
- O nu perdido e outros poemas.  Seleção,tradução, ensaio e notas: Augusto Contador Borges. São Paulo, SP: Iluminuras, 1995. 174 p. ISBN 98573210176

Em Portugal:
- Este fanático das nuvens: antologia para uma leitura. Selecção e organização de Marie-Claude Char e Y. K. Centeno; tradução de Y. K. Centeno. Lisboa : Cotovia, 1995. 117 p.   ISBN 972-8028-57-1
- Furor e mistério. Tradução de Margarida Vale de Gato. Relógio D’Água, 2000. 408p EAN 9789727085873